# Johann Friedrich Klotzsch (Historiker)
Johann Friedrich Klotzsch (* 12. Januar 1726 in Dippoldiswalde; † 2. Juni 1789 in Freiberg) war ein deutscher Historiker, Numismatiker und Bergbeamter.

## Leben und Wirken
Klotzsch war der Sohn des Dippoldiswalder Bürgermeisters und Rechtskonsulenten Andreas Klotzsch. Nach der Schule studierte er von 1744 bis 1747 Jura in Wittenberg. 1751 wurde er Aktuarius im Kreisamt Meißen. Kurze Zeit später ging er nach Freiberg, denn schon am 5. Mai 1753 wurde er in den Stadtrat gewählt. Seit 1759 Oberstadtschreiber und Beisitzer des Berg- und Schöppenstuhls, später dann auch Senator der Stadt Freiberg.
In den folgenden Jahren begann er seine produktive Tätigkeit als Schriftsteller. Schwerpunkt war die sächsische Geschichte und die Geschichte des Bergwesens. Bemerkenswert sind insbesondere der Ursprung der Bergwerke in Sachsen (1764) sowie die zweibändige Chur-Sächsische Münzgeschichte (1779/1780), für lange Zeit das Standardwerk auf dem Gebiet. Zwischen 1767 und 1777 gab er zusammen mit Gottfried Immanuel Grundig 12 Bände der Sammlung vermischter Nachrichten zur sächsischen Geschichte heraus. Sie enthielt zahlreiche von ihm verfasste Aufsätze zu historischen Themen.
Kurz vor seinem Lebensende arbeitete er noch an einer erweiterten Neuauflage der Freiberger Chronik, die ursprünglich 1653 durch Andreas Möller veröffentlicht wurde. Bestattet wurde Klotzsch auf dem Kirchhof des Freiberger Doms, dem sogenannten Grünen Friedhof, der 1832 als Begräbnisstätte geschlossen wurde. Seine 2739 Positionen umfassende Bibliothek wurde ab dem 7. Juni 1790 im ehemaligen Wohnhaus am Obermarkt versteigert.

## Schriften
- Gedanken von der Erfindung des Bergwerkes zu Freyberg. Stößel, Chemnitz 1763, (Digitalisat).
- Ursprung der Bergwerke in Sachsen, aus der Geschichte mittler Zeiten untersuchet. Stößel, Chemnitz 1764, (Digitalisat).
- Das Verzellen, nach seiner Bedeutung aus der alten Rechts-Verfassung untersuchet, und durch Urkunden erläutert. Gerlach und Sohn, Dresden 1765, (Digitalisat).
- Das Schrotamt, aus richtigen Quellen des Alterthums entdecket, und betrachtet. Gerlach und Sohn, Dresden 1766, (Digitalisat).
- mit Gottfried Immanuel Grundig: Sammlung vermischter Nachrichten zur sächsischen Geschichte. 12 Bände. Stößel, Chemnitz 1767–1777, (Digitalisate).
- August Friedrich Schott (Hrsg.): Das Stadt-Recht der Stadt Freyberg in Sachsen, mit einer Geschichte desselben vom Herrn Ober-Stadtschreiber Klotzsch. Heinsius, Leipzig 1775, (Digitalisat).
- Versuch einer Chur-Sächsischen Münzgeschichte. Von den ältesten bis auf die jetzige Zeit. 2 Teile. Stößel, Chemnitz 1779–1780, (Digitalisate).
- Vom Gegenbuche. Ein Beytrag zur Sächsischen Bergwerksgeschichte. Stößel, Chemnitz 1780, (Digitalisat).